# Émile Barrault
Pour les articles homonymes, voir Barrault.
Émile Barrault, né à Port-Louis (Isle de France) le 16 mars 1799, mort à Paris 8e le 3 juillet 1869 est un homme politique républicain modéré saint-simonien et député français.

## Biographie
Pierre Ange Casimir Émile Barrault nait en 1799 à Port-Louis à l'Isle de France, de Pierre Casimir Barrault, médecin originaire de la Sarre, et de Annette Ange Lair native de l'Isle de France, mariés l'année précédente.
Il épouse à l'île Maurice en 1825 Anne Virginie Berr avec laquelle il aura un fils, Ange Casimir, en 1826.
En 1833 il part pour Constantinople créer une communauté « saint-simonienne » dans la capitale ottomane. Lors du voyage en bateau, il fait la connaissance de Giuseppe Garibaldi sur qui il aura une certaine influence, :

« Un homme qui, se faisant cosmopolite, adopte l'humanité comme patrie et offre son épée et son sang à tous les peuples qui luttent contre la tyrannie, il est plus qu'un soldat ; c'est un héros »

— Phrase de Barrault rapportée par Garibaldi à Alexandre Dumas dans les mémoires qu'il a rédigés.
Il est député républicain modéré de l'Algérie française de 1849 à 1851. Adversaire du coup d'État du 2 décembre 1851, il retourne à la vie civile.
Veuf depuis dix ans, en 1863 il épouse en secondes noces à Paris, Urbain Ignace Geneviève Alexowina de Casamajor, veuve de Bernard Gabalde.
 Il meurt le 3 juillet 1869 à son domicile parisien dans le 8e arrondissement.
Il est inhumé au cimetière du Père-Lachaise.
L'ingénieur, auteur du Palais de l'Industrie, Alexis Barrault est son frère.
Son épouse, Anne Virginie Berr est inhumée au cimetière Montmartre, avec leur fils Ange-Casimir Barrault, (22e division, avenue Samson).
Son frère, Alexis Barrault est aussi inhumé au cimetière Montmartre, (5e division, partie haute, derrière et à gauche de la tombe d'Horace Vernet).

## Sources
- Assemblée nationale, base de données des députés français